# XXIII Torneio Internacional Solverde em Hóquei em Patins
A Associação Académica de Espinho, organiza um dos torneio mais antigos de hóquei em patins de pre-época. Torneio Internacional Solverde em Hóquei em Patins Torneio com o principal pratrocinio do Casino Solverde (Espinho)
A Câmara de Espinho presta apoio na divulgação do torneio. 
A 23 edição decoreu entre os dias 21 e 22 de Setembro, com a UD Oliveirense a conquistar mais um Troféu.

## Meias Finais
| Setembro 21, 2012 | AA Espinho                                           | 4 - 3 | HC Liceo Coruña | Pavilhão Arq. Jerónimo Reis |
| 20:30             | Álvaro Pinto Tibério Carvalho Luís Peralta Rui Silva | [ 2 ] |                 |                             |

| Setembro 21, 2012 | UD Oliveirense                       | 5 - 1 | CP Alcobendas | Pavilhão Arq. Jerónimo Reis |
| 22:00             | Tó Silva (2) Gonçalo Alves Francisco | [ 3 ] |               |                             |

## 3º e 4º Lugar
| Setembro 22, 2012 | HC Liceo Coruña | 6 - 2 | CP Alcobendas | Pavilhão Arq. Jerónimo Reis |
| 16:00             |                 |       |               |                             |

## Final
| Setembro 22, 2012 | AA Espinho | 0 - 3 | UD Oliveirense | Pavilhão Arq. Jerónimo Reis |
| 17:30             |            |       |                |                             |